# Brokhök
Brokhök (Tachyspiza erythropus) är en fågel i familjen hökar inom ordningen hökfåglar. Den förekommer i västra och centrala Afrika. Beståndet anses vara livskraftigt.

## Utseende och läte
Brokhök är en liten hök, ungefärs så stor som en duva. Ovansidan är mörkt svartaktig på huvud, rygg och stjärt, med kontrasterande vit övergump. Underifrån syns lysande vit strupe och varierande rödaktig undersida som ibland kan vara tvärbandad. De rundade vingarna och något långa stjärten gör att den påminner om rödbröstad hök, men broksparvhöken är mycket mindre och mycket mörkare ovan.

## Utbredning och systematik
Arten förekommer i Afrika och delas upp i två underarter. Nominatformen förekommer från Senegal och Gambia till Nigeria och zenkeri från Kamerun till västra Uganda, centrala Kongo-Kinshasa, Gabon och norra Angola.

### Släktskap
Arten placerades tidigare i släktet Accipiter. Genetiska studier visar dock att släktet så som det traditionellt är konstituerat är parafyletiskt, där kärrhökarna i Circus är inbäddade, men också släktena Erythrotriorchis och Megatriorchis. För att kärrhökarna ska kunna behållas i ett eget släkte delas därför Accipiter delas upp i flera mindre släkten, däriblamd Tachyspiza.

## Status och hot
Arten har ett stort utbredningsområde, men tros minska i antal, dock inte tillräckligt kraftigt för att den ska betraktas som hotad. Internationella naturvårdsunionen IUCN listar arten som livskraftig (LC).

## Namn
På svenska har arten tidigare kallats broksparvhök. Den blev tilldelat ett nytt namn av BirdLife Sveriges taxonomikommitté 2022 för att betona att arten inte är nära släkt med sparvhöken.